# Jason Carter
Jason Brian Carter (* 23. září 1960 Londýn, Anglie) je britský herec.
Herectví se věnoval již od dětství, později navštěvoval London Academy of Music and Dramatic Art. První televizní roli dostal v roce 1978 v minisérii The Mill on the Floss, od 80. let je obsazován do různých menších rolí v seriálech či filmech. Mezi jeho větší role patří Timothy Harger v seriálu Capstick's Law (1989), Andrew v The Orchid House (1991) či Roy Randolph v Beverly Hills 90210 (1994). Hostoval též např. v seriálech Zmije, Diagnóza vražda, Superman, Čarodějky nebo Angel. V letech 1995–1997 hrál rangera Marcuse Colea ve třetí a čtvrté řadě sci-fi seriálu Babylon 5.